# فعال‌کننده بافتی پلاسمینوژن
فعال‌کننده بافتی پلاسمینوژن (به انگلیسی: Tissue plasminogen activator) موجب تولید پلاسمین و حل شدن لخته خون می‌شود.
پروتئین پلاسمینوژن به عنوان پیش آنزیم (زیموژن) توسط کبد ساخته و در خون آزاد می‌شود. این پروتئین توسط مولکولهایی مانند فعال‌کننده بافتی پلاسمینوژن (tPA) و استرپتوکیناز به آنزیمی پروتئولیتیک به نام پلاسمین تبدیل می‌شود.